# Sazetidin A
Sazetidin A (AMOP-H-OH) je lek koji deluje kao selektivni parcijalni agonist za α4β2 tip neuronskih nikotinskih acetilholinskih receptora. On je agonist na (α4)2(β2)3 pentamerima, a antagonist na (α4)3(β2)2 pentamerima. On ima potentne analgetske efekte u životinjskim studijama, slično epibatidinu, ali je manje toksičan, a takođe ima antidepresivno dejstvo.